# William Boeing

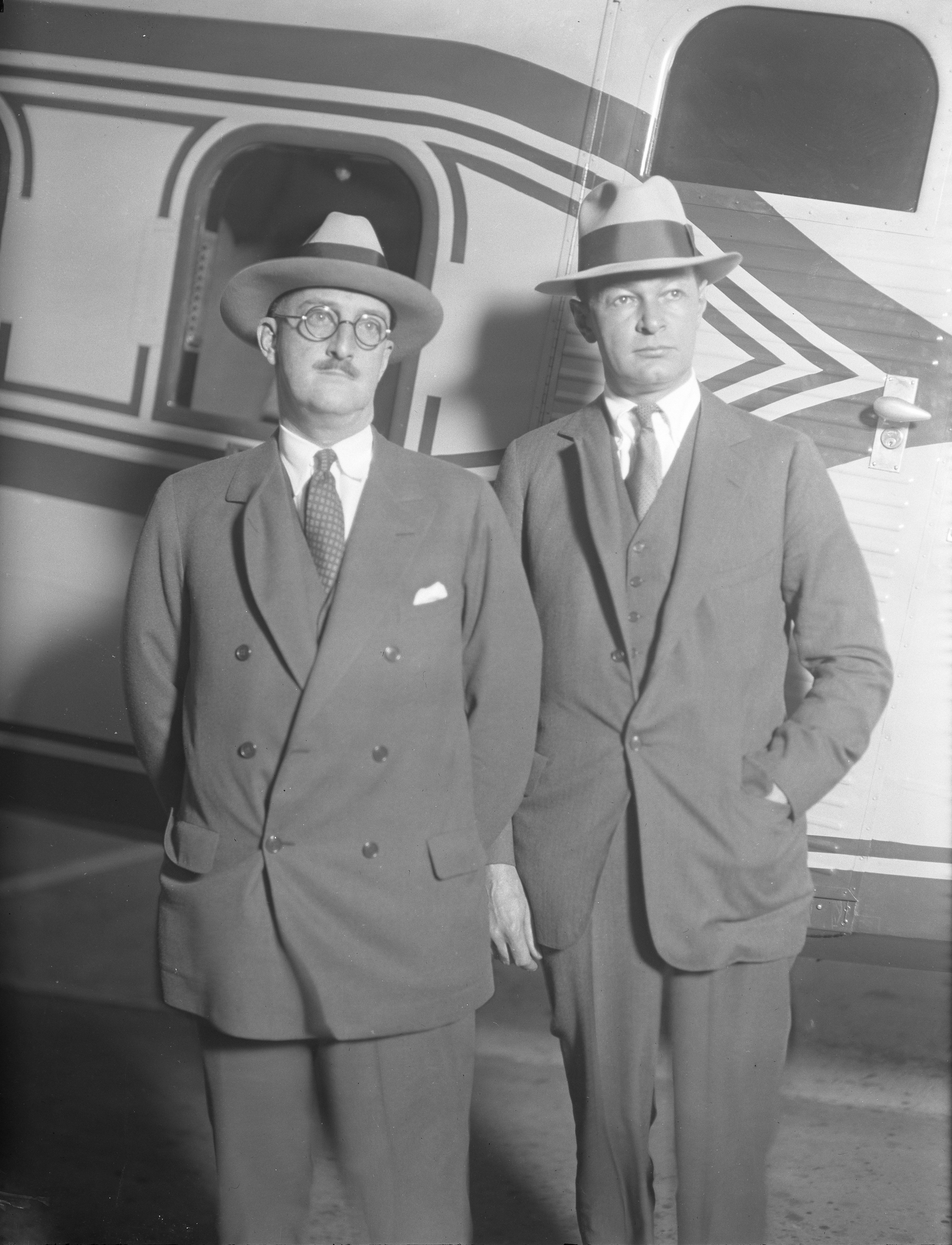
William E. Boeing (stânga) și Frederick B. Rentschler, 1929.

William E. Boeing (n. 1 octombrie 1881, Detroit, Michigan, SUA – d. 28 septembrie 1956, Puget Sound⁠(d), Washington, SUA) a fost un constructor de avioane american care a fondat compania Boeing.